# Allichamps
Allichamps település Franciaországban, Haute-Marne megyében. Lakosainak száma 362 fő (2022. január 1.). Allichamps Éclaron-Braucourt-Sainte-Livière, Humbécourt és Louvemont községekkel határos.

## Népesség
A település népességének változása:
| Lakosok száma | 417  | 453  | 382  | 376  | 373  | 351  | 347  | 355  | 357  | 362  |
|               | 1968 | 1982 | 1990 | 2006 | 2013 | 2015 | 2017 | 2019 | 2020 | 2022 |